# 車轍
《車轍》（日语：轍-わだち-），是日本樂團可苦可樂的第2張單曲。2001年6月20日發行。

## 簡介
前作《YELL/Bell》約3個月之後發行。出道後第2張單曲。
PV中可苦可樂於大阪・天王寺的商場hoop街頭賣唱。

## 收錄曲目
全作詞、作曲：小淵健太郎；全編曲：笹路正徳
1. 車轍 
2. 迂迴 
3. 車轍 （Instrumental）
4. 迂迴 （Instrumental）

## 外部連結
- 車轍 （页面存档备份，存于）